# De geverniste zeerovers
De geverniste zeerovers is het drieënveertigste stripverhaal uit de reeks van Suske en Wiske. Het is geschreven door Willy Vandersteen en gepubliceerd in De Standaard en Het Nieuwsblad van 16 oktober 1957 tot en met 25 februari 1958, onder de titel De zonnige zageman. In de Nederlandse kranten werd het verhaal gepubliceerd als De zonnige zeurpiet.
De eerste albumuitgave was in 1958, in de Vlaamse ongekleurde reeks met nummer 33. De titel werd hierbij gewijzigd in De geverniste zeerovers, omdat de titels die waren gebruikt bij de voorpublicaties in de Belgische en Nederlandse kranten allemaal te volks werden geacht. In 1971 verscheen het verhaal in de Vierkleurenreeks met albumnummer 120. In de jaren 90 is het verhaal in zijn geheel oorspronkelijke vorm heruitgegeven in de reeks Suske en Wiske Klassiek, waarbij het alsnog de titel De zonnige zageman heeft gekregen.
Het verhaal is onder meer gebaseerd op het Robinson-motief.

## Locaties
- België, thuis in het nieuwe huis van tante Sidonia, aan boord van de M.S. Kibmal en een piratenschip, op een onbewoond eiland.

## Personages
- Suske, Wiske, tante Sidonia, Lambik, Jerom, Limbak, kapitein Bloedworst en zijn geverniste zeerovers (tinnen soldaten), stoel, een onbekende zeeman, de bemanning van de M.S. Kibmal (kok, telegrafist), kapitein van reddersschip.

## Het verhaal
Lambik, die erg rijk is geworden, besteedt zijn tijd door geld op straat uit te delen. Hierdoor wordt hij zelfs in de krant genoemd. Hij heeft het afgebrande huis van tante Sidonia laten herbouwen en woont hier nu samen met Jerom. Anderzijds is Lambik ook een onuitstaanbare ijdele kwast geworden. Het blijkt dat het ware doel van zijn vrijgevigheid is om zelf in de spotlight te staan. Tante Sidonia zegt hem flink de waarheid. Jerom besluit om als schipper te gaan werken, omdat hij er genoeg van heeft om op kosten van Lambik te moeten leven. Lambik is Jerom een slag voor: hij koopt de Kibmal, het schip waarop Jerom wil aanmonsteren, onder voorwendsel dat hij geld gaat uitdelen aan de armen in Afrika. Lambik neemt Jerom in dienst als eerste stuurman. Wiske, Suske en Sidonia beseffen dat Lambik zich in de nesten werkt en besluiten mee te gaan als verstekelingen.
Als de vrienden zich willen verstoppen in een kist in de haven, redden Suske en Wiske een dronken zeeman uit het water met hulp van Lambiks talisman van Sholofly. De zeeman geeft hun als dank een kruik met vernis die wondere krachten zou bezitten. De zeeman heeft deze kruik ooit gekregen van een fakir. Ze vergeten de talisman terug te vragen, maar tante Sidonia besluit dat dit niet erg is.
Inmiddels geeft Lambik aan boord van de Kibmal Jerom de opdracht het schip in de vernis te zetten. Suske, Wiske en Sidonia hebben zich verstopt in het scheepsruim. Suske maakt een houten pop die lijkt op Lambik om de tijd te doden. Uiteindelijk worden ze ontdekt. Inmiddels gebeuren er ineens allerlei vreemde dingen aan boord.  Een stoel blijkt op geheimzinnige manier tot leven te zijn gekomen, en komt in opstand. Jerom schakelt de stoel uit, maar de bemanning neemt in paniek de benen; de vrienden zullen het schip verder zelf moeten besturen. Maar het begint te stormen en door Lambiks eigenwijsheid loopt het schip op een rots. De stemming blijft om te snijden. De vrienden verlaten het schip, waarbij Lambik koppig achterblijft en hun geen eten meegeeft. Ze vinden een onbewoond tropisch eiland, waar ze moeten zien te overleven.
Lambik ontmoet aan boord zijn houten dubbelganger, 'Limbak'. Dit is de pop gemaakt door Suske, die net als de stoel op geheimzinnige wijze tot leven is gekomen. Limbak mag aan boord blijven, als hij zich gedraagt op een manier die Lambik bevalt. Als Limbak proviand geeft aan tante Sidonia, schopt Lambik zijn houten dubbelganger van boord. Bij een poging de Kibmal weg te laten varen blaast Lambik het hele schip op. Zittend op de drijvende Limbak kan hij het eiland bereiken. Hierna komt Lambik tot inkeer en hij biedt iedereen zijn excuses aan. 
De vrienden kiezen Jerom als leider en bouwen paalwoningen, maar worden dan aangevallen door een geheimzinnige vijand. Jerom gaat op onderzoek in het schip en neemt een kalmeringsmiddel als hij door een kier gluurt. Na enige tijd is hij nog altijd niet teruggekeerd op het eiland. Suske en Wiske gaan naar hem op zoek. Inmiddels komt op het schip een heel piratenschip inclusief de bijbehorende piraten tot leven. Het wordt nu duidelijk dat de vernis de oorzaak is, die lekte over de tinnen soldaatjes en het bijbehorende speelgoedschip van Lambik, en eerder al over de stoel en Limbak. Voorwerpen die hiermee worden vernist blijken te groeien en tot leven te komen. Het piratenschip groeit in de resten van de Kibmal en Suske en Wiske kunnen de slapende en vastgebonden Jerom nog redden voordat het schip zinkt. 
Een oorlog volgt, waarbij Lambiks allerbeste ik tevoorschijn komt. Limbak wordt geraakt en wordt weer een levenloze pop. Bovendien dreigen de piraten met een ramp voor de mensheid, door een kist te vernietigen, waarin de Goede Wil verborgen zit. Lambik verdedigt de vesting en Suske en Wiske gaan naar het schip en stelen wapens van de piraten. Lambik vliegt door een ontploffing over het eiland en Suske en Wiske zien de rovers een grot binnen gaan. Ze horen dat de goede wil van de mensen in de kist is opgeborgen. De kinderen kunnen de rovers verslaan en gaan er met de kist vandoor. Lambik kan het piratenschip opblazen door een list, maar Suske en Wiske worden dan door de rovers gevangengenomen. Kapitein Bloedworst wil de kist in een afgrond gooien, maar Lambik kan hem verslaan. Jerom wordt eindelijk weer wakker; hij had in plaats van een kalmeringsmiddel een slaapmiddel genomen toen hij de zeerovers voor het eerst zag verschijnen. Met Jeroms hulp worden de zeerovers dan toch verslagen en ze veranderen weer in kleine tinnen soldaatjes. De kist valt door een onhandigheid van Lambik echter alsnog in de afgrond en spat op de grond uit elkaar, waarna er helemaal niets in blijkt te zitten. Jerom legt uit dat goede wil niet in een kist kan worden opgeborgen, maar in de harten van de mensen te vinden is; de rovers wilden enkel gewichtig doen. 
De vrienden worden door een schip opgepikt en naar huis gebracht. Limbak wordt ook meegenomen.

## Achtergronden bij het verhaal
- Op pagina 45, beginnen alle woorden in de tekstballonnetjes, zes prentjes en twee stroken lang, met de letter "V".
- Het verhaal is ook in andere talen uitgegeven:
  - Frans (Bob et Bobette - les corsaires ensorcelés).
  - Italiaans (Bob e Bobette - i corsari indemontiati).
- De tot leven gewekte stoel roept Ontwaakt, bezetenen der aarde, omdat hij niet langer wil dat iedereen op hem zit. Dit is een verwijzing naar Ontwaakt, verworpenen der aarde, de beginregel van de Internationale.
- De namen Kibmal en Limbak zijn anagrammen van de naam Lambik.